# Aqua (建築)
Aqua是一棟位於美國芝加哥洛普區的住宅辦公混用摩天大樓，共82層，以及地下1層為停車場。大廈1樓到8樓建築面積為13,000平方公尺（140,000平方英尺），8樓露臺面積7,669平方公尺（82,550平方英尺），露臺設有花園、觀景亭、游泳池、熱水浴池、步道、以及觀景火坑。8樓以上的建築面積每一層大約是1,500平方公尺（16,000平方英尺）。Aqua大廈在2009年安波利斯摩天大樓獎獲得第一名 ，並在2010年入圍國際高層建築大獎。

## 建築師

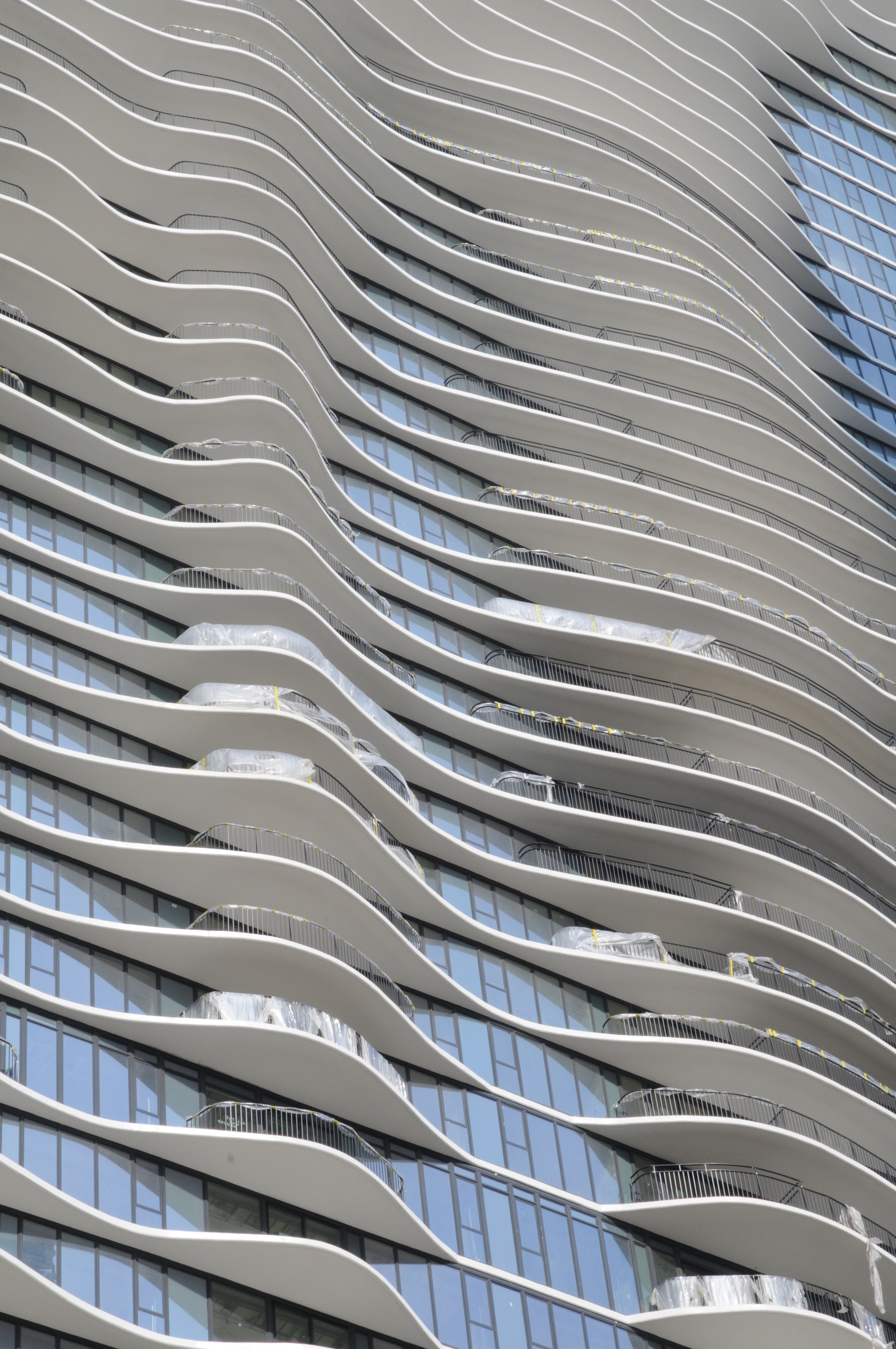
Aqua的波浪狀建築立面

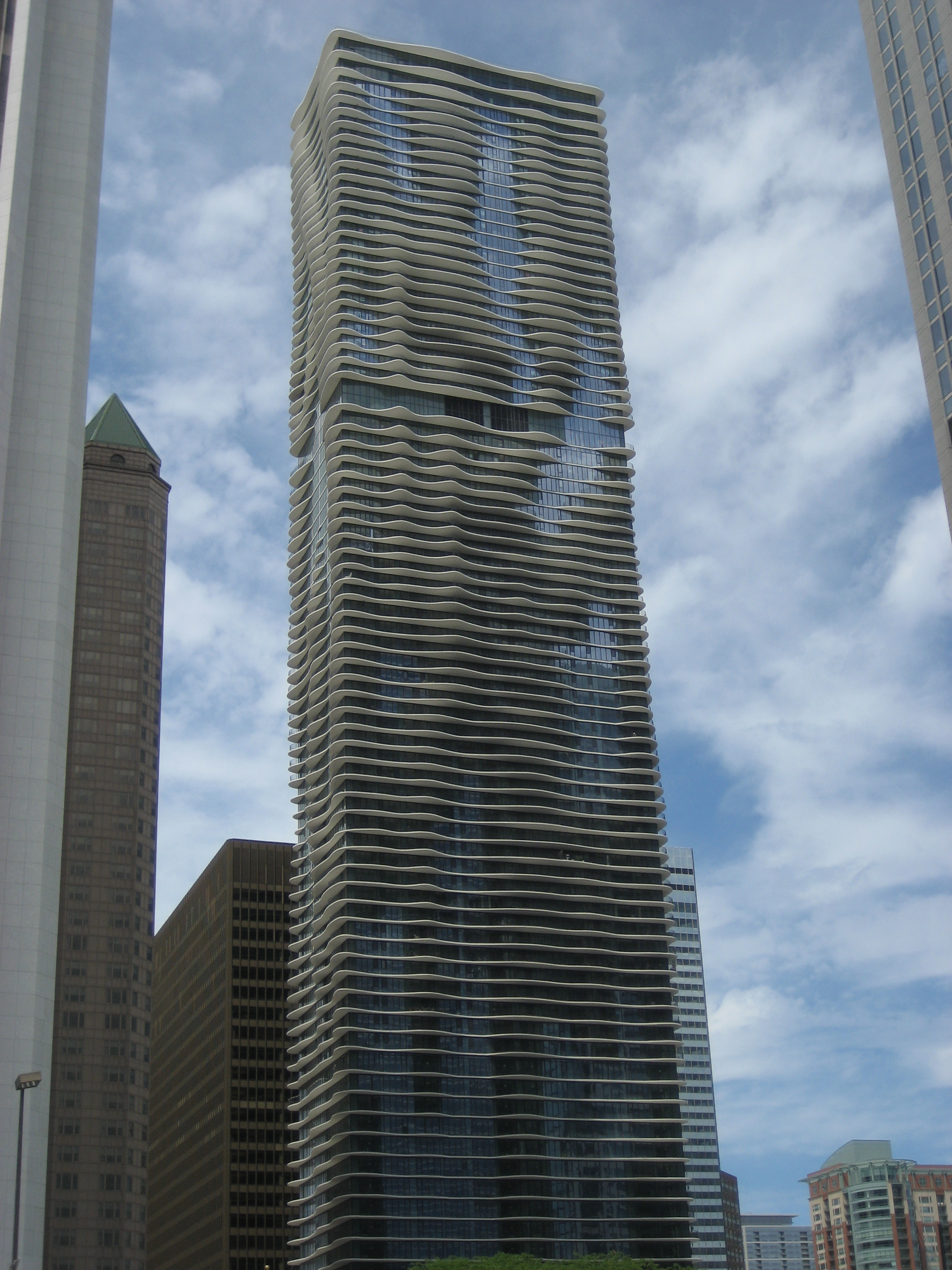
Aqua南面景觀

Aqua建築設計師為珍妮·甘建築事務所（Studio Gang Architects, SGA）創辦人珍妮·甘（Jeanne Gang），這是甘的首次設計案，並且是首位由女性建築師所設計最高的摩天大樓。記錄建築師為勒文伯格建築事務所（Loewenberg & Associates）的詹姆士·勒文伯格（James Loewenberg）領導的團隊。

## 設計
Aqua令人注目的特點在於其外觀設計，在陽台設計上，每個陽台平均向外延伸3.7公尺（12英尺）。為了創造富有雕刻性的立面，在設計上利用不規則弧形陽台的組合，創造出波浪樣式的建築立面。 該設計靈感來自大湖區常見的石灰岩露頭景觀。由於波浪狀的建築立面與玻璃外牆組合，使建築立面像是波浪起伏的水面一樣，另外也因為大廈地點鄰近密西根湖，因此開發商麥哲倫開發有限公司（Magellan Development Group）將大廈命名為Aqua。
建築永續性在建築設計是重要一環之一，陽台向外延伸的設計除了美觀，也可提高遮陽限度，另外在永續性設計上也包括雨水收集系統與節能照明。建築的綠化屋頂面積也是永續性設計之一，並且是芝加哥市內，綠化屋頂面積最大的大廈。目前Aqua大廈正在受美國綠建築協會審核LEED認證。
Aqua大廈內包含5,100平方公尺（55,000平方英尺）的零售商圈與辦公室。1到18樓為酒店，提供215個客房。19到52樓為出租式公寓，總共475戶。53到81樓為分契式公寓與空中別墅，共263戶。該建築是市區首座結合分契式公寓、集合式住宅、與酒店的建築。戰略酒店與度假公司（Strategic Hotels & Resorts）在大廈建設期間已8400萬美元合同獲得酒店經營權，但該公司因環球金融危機影響而在2008年8月終止合同。卡爾森公司在2010年5月12日宣布，以1.25億美元合同獲得1到18樓酒店經營合同，並讓子公司麗笙酒店經營，這也是麗笙酒店第一個在美國的據點。

## 外部連結
- Official Aqua Information website
- Official Studio Gang Architects website
- "Jeanne Gang: The Art of Nesting," Metropolis Magazine（页面存档备份，存于）
- "Gang's Turf is Secure," Chicago Tribune（页面存档备份，存于）